# Conradin Perner
Conradin Perner est un universitaire né à Davos en Suisse spécialisé dans la littérature comparée et l'ethnologie ainsi qu'un humanitaire (Croix-Rouge, UNICEF) œuvrant au maintien de la paix au Soudan du Sud. Entre 1976 à 1979, il s'est engagé dans des études ethnologiques sur le terrain auprès des Anyuak dans l'actuel Soudan du Sud. Sa collection d'objets Anyuak est exposée au musée d'ethnographie de Genève.